# Guerras anglo-francesas
Las guerras franco-inglesas fueron una serie de conflictos entre Francia e Inglaterra (Gran Bretaña desde 1707) que se prolongaron a lo largo de casi 1000 años, desde la Conquista normanda de Inglaterra en 1066 hasta la firma de la Entente Cordiale en 1904.

## Edad Media
- Conquista normanda de Inglaterra (1066)
- Guerra anglo-francesa (1116-1120)
  - Guerra de Brémule (1119)
- Guerras del rey Enrique (1105-1135)
- Guerra anglo-francesa (1135-1153) – parte de la Anarquía inglesa
- Guerras Capeto-Plantagenet (1154-1254)[3]
- Primera guerra de los Barones (1215-17)
- Guerra de Saintonge (1242)
- Guerra de Guyana (1294-1303)
- Guerra de San Sardos (1324)
- Guerra de los Cien Años (1337-1453)
  - Primera fase (1337-1360)
  - Segunda fase (1369-1389)
  - Tercera fase (1415-1453)

## Edad Moderna
- Guerra anglo-francesa (1512-1514) – parte de la Guerra de la Liga de Cambrai
- Guerra italiana (1522-1526)
- Guerra italiana de 1542-1546
- Guerra italiana (1557-1559)
- Guerras de religión de Francia (1562-1598)
- Guerra anglo-francesa (1627-1629) – parte de la guerra de los Treinta Años
- Segunda guerra anglo-neerlandesa (1666-1667)
- Segunda guerra de los Cien Años (1688-1815)
  - Guerra de los Nueve Años (1688-1697)
  - Guerra de sucesión española (1701-1713)
  - Guerra de sucesión austríaca (1742-1748)
  - Guerras franco-indias (1688-1763)
    - Guerra del rey Guillermo (1688-1697)
    - Guerra de la reina Ana (1702-1713)
    - Guerra del rey Jorge (1744-1748)
    - Guerra Franco-india (1754-1763)

  - Guerra de los Siete Años (1756-1763)
  - Guerra de Independencia de los Estados Unidos (1778-1783)

## Edad Contemporánea
- - Guerras revolucionarias francesas (1792-1802)
    - Primera Coalición (1792-1797)
    - Segunda Coalición (1798-1802)

  - Guerras napoleónicas (1803-1815)
    - Tercera Coalición (1803-1806)
    - Cuarta Coalición (1806-1807)
    - Guerra de Independencia Española (1808-1814)
    - Quinta Coalición (1809)
    - Sexta Coalición (1812-1814)
    - Cien Días (1815)

Conflictos menores tras 1815
- Incidente del Río Nuñez (1849)
- Incidente de Fachoda (1898)
- Batalla de Mazalquivir, batalla de Dakar y batalla del Gabón (1940)
- Campaña de Siria y Líbano (1941)
- Batalla de Madagascar (1942)